# Райко Грлич
Райко Грлич (хорв. Rajko Grlić; нар. 2 вересня 1947, Загреб, СФР Югославія) — хорватський режисер та продюсер. Має статус «видатного вченого» в університеті Огайо. Є також художнім директором Мотовунського кінофестивалю.

## Біографія
Народився 1947 року в Загребі у родині відомого хорватського філософа Данко Грлича. Родина батька переїхала до Загреба у XVIII столітті з Шварцвальду, Німеччина, а мати Єва Грлич була єврейського походження, родина якої переїхала з Сараєво.
Закінчив факультет кінематографу Празької академії виконавських мистецтв в той же час, що й Емир Кустуриця, 1978 року. Під час війни за незалежність Хорватії переїхав до США.
2018 року отримав премію Владимира Назора у номінації «кінематограф» за особливі досягнення у житті.

## Фільмографія

### Як режисер
- «Kud puklo da puklo» (1974)
- «Браво маестро» (1978)
- «Samo jednom se ljubi» (1981)
- «U raljama života» (1984)
- «Za sreću je potrebno troje» (1985)
- «Đavolji raj — ono ljeto bijelih ruža» (1989)
- «Чаруга» (1991)
- «Жозефіна» (2002)
- «Karaula» (2006)
- «Neka ostane među nama» (2010)
- «Конституція Хорватії» (2016)

### Як продюсер
- «Kud puklo da puklo» (1974)
- «U raljama života» (1984)
- «Za sreću je potrebno troje» (1985)
- «Đavolji raj — ono ljeto bijelih ruža» (1989)
- «Чаруга» (1991)
- «Хто хоче бути президентом» (2001)
- «Щаслива дитина» (2004)

## Громадська позиція
У 2018 підтримав українського режисера Олега Сенцова, незаконно ув'язненого у Росії